# Athlétisme aux Jeux asiatiques de 1970
Navigation
Édition précédente Édition suivante
Les épreuves d'athlétisme aux Jeux asiatiques de 1970 se sont déroulées à Bangkok, en Thaïlande.

## Résultats

### Hommes
| Épreuve           | Or                                                                                  | Or                | Argent                                                                 | Argent  | Bronze                                                                 | Bronze  |
| ----------------- | ----------------------------------------------------------------------------------- | ----------------- | ---------------------------------------------------------------------- | ------- | ---------------------------------------------------------------------- | ------- |
| 100 m             | Masahide Jinno Japan                                                                | 10 s 5            | Anat Ratanapol Thailand                                                | 10.5    | Canagasabai Kunalan Singapore                                          | 10.5    |
| 200 m             | Anat Ratanapol Thailand                                                             | 21 s 1            | Masahide Jinno Japan                                                   | 21.5    | Canagasabai Kunalan Singapore                                          | 21.5    |
| 400 m             | Yoshiharu Tomonaga Japan                                                            | 46 s 6            | Wickremasinghe Wimaladasa Ceylan                                       | 46.7    | Sucha Singh India                                                      | 47.2    |
| 800 m             | Jimmy Crampton Birmanie                                                             | 1 min 47 s 9 (NR) | Sriram Singh India                                                     | 1:48.3  | Yoshitake Tsuchiya Japan                                               | 1:48.7  |
| 1 500 m           | Susumu Noro Japan                                                                   | 3 min 53 s 0      | Muhammad Younis Pakistan                                               | 3:53.2  | Jimmy Crampton Birmanie                                                | 3:53.3  |
| 5 000 m           | Lucien Rosa Ceylan                                                                  | 14 min 32 s 2     | Edward Sequeira India                                                  | 14:33.8 | Yuval Wischnitzer Israel                                               | 14:34.7 |
| 10 000 m          | Lucien Rosa Ceylan                                                                  | 29 min 55 s 6     | Kenichi Otsuki Japan                                                   | 29:56.9 | Park Bong-keun South Korea                                             | 31:43.0 |
| 3 000 m steeple   | Nobuyoshi Miura Japan                                                               | 8 min 48 s 8      | Susumu Noro Japan                                                      | 8:50.3  | Gurmej Singh India                                                     | 8:53.2  |
| 110 m haies       | Chikashi Watanabe Japan                                                             | 14 s 7            | Roderick Lee Republic of China                                         | 15.1    | Bancha Ramarat Thailand                                                | 15.8    |
| 400 m haies       | Yukitaka Shigeta Japan                                                              | 52 s 6            | Roderick Lee Republic of China                                         | 52.8    | Norman Brinkworth Pakistan                                             | 53.2    |
| 4 × 100 m         | Thailand Anat Ratanapol Panus Aritamongkol Kanoksakdi Chantasanont Somsakdi Tongsuk | 40 s 4            | Japan Chiaki Miyakawa Masahide Jinno Kiyoshi Shimada Hiromitsu Inomata | 40.7    | India O. L. Thomas K. L. Powell A. P. Ramaswamy R. S. Tawade           | 40.9    |
| 4 × 400 m         | Japan Hiromitsu Inomata Yoshiharu Tomonaga Kiyoshi Shimada Horishi Waku             | 3 min 10 s 0      | India Bhugeswar S. Barua P. C. Punappa Sucha Singh Ajmer Singh         | 3:11.9  | Malaysia Victor Asir Jayabalan Karuppiah Hassan Osman Thomboo Krishnan | 3:13.0  |
| Marathon          | Kenji Kimihara Japan                                                                | 2 h 21 min 3 s    | Yoshiro Mifune Japan                                                   | 2:24:21 | Kang Myung-kwang South Korea                                           | 2:26:48 |
| Saut en hauteur   | Teymour Ghiassi Iran                                                                | 2,06 m            | Hidehiko Tomizawa Japan                                                | 2.06    | Bhim Singh India                                                       | 2.03    |
| Saut à la perche  | Kyoichiro Inoue Japan                                                               | 4,80 m            | Masanari Araya Japan                                                   | 4.60    | Hong Sang-pyo South Korea                                              | 4.30    |
| Saut en longueur  | Shinji Ogura Japan                                                                  | 7,62 m            | Hiroomi Yamada Japan                                                   | 7.52    | Labh Singh India                                                       | 7.45    |
| Triple saut       | Mohinder Singh Gill India                                                           | 16,11 m           | Labh Singh India                                                       | 15.82   | Tsai Teng-Long Republic of China                                       | 15.79   |
| Lancer du poids   | Joginder Singh India                                                                | 17,09 m           | Jalal Keshmiri Iran                                                    | 16.96   | Masazumi Aoki Japan                                                    | 16.59   |
| Lancer du disque  | Praveen Kumar India                                                                 | 52,32 m           | Jalal Keshmiri Iran                                                    | 51.40   | Toji Hayashi Japan                                                     | 48.94   |
| Lancer du marteau | Shigenobu Murofushi Japan                                                           | 67,08 m           | Yoshihisa Ishida Japan                                                 | 64.34   | Yusaf Malik Pakistan                                                   | 51.38   |
| Lancer du javelot | Hisao Yamamoto Japan                                                                | 71,24 m           | Park Soon-kwon South Korea                                             | 67.98   | Nashatar Singh Sidhu Malaysia                                          | 67.34   |
| Décathlon         | Junichi Onizuka Japan                                                               | 7 073 points      | M.G. Shetty India                                                      | 6582    | Wang Ing-Shi Republic of China                                         | 6556    |

### Femmes
| Épreuve           | Or                                                           | Or     | Argent                                                                    | Argent | Bronze                                                            | Bronze |
| ----------------- | ------------------------------------------------------------ | ------ | ------------------------------------------------------------------------- | ------ | ----------------------------------------------------------------- | ------ |
| 100 m             | Chi Cheng Republic of China                                  | 11.6   | Keiko Yamada Japan                                                        | 12.1   | Carolina Rieuwpassa Indonesia                                     | 12.4   |
| 200 m             | Keiko Yamada Japan                                           | 25.0   | Amelita Alanes Philippines                                                | 25.2   | Carolina Rieuwpassa Indonesia                                     | 25.4   |
| 400 m             | Kamaljeet Sandhu India                                       | 57.3   | Aviva Balas Israel                                                        | 57.3   | Nobuko Kawano Japan                                               | 57.4   |
| 800 m             | Hannah Shezifi Israel                                        | 2:06.5 | Nobuko Kawano Japan                                                       | 2:11.7 | Isabel Cruz Philippines                                           | 2:13.5 |
| 1 500 m           | Hannah Shezifi Israel                                        | 4:25.1 | Miyako Inoue Japan                                                        | 4:40.2 | Lee Chiu-Hsia Republic of China                                   | 4:41.4 |
| 100 m haies       | Esther Shahamorov Israel                                     | 14.0   | Ayako Natsume Japan                                                       | 14.0   | Lin Yet-Hsiang Republic of China                                  | 14.6   |
| 4 × 100 m         | Japan Keiko Yamada Emiko Konishi Ritsuko Sato Keiko Tsuchida | 47.2   | Singapore Glory Barnabas Schushila Wadhumal Maimoon Abu Bakar Bee Wah Gan | 48.0   | Republic of China Liang Suchao Hung Meiyu Hwang Biyun Lin Chun-Yu | 48.1   |
| Saut en hauteur   | Michiyo Inaoka Japan                                         | 1.70   | Kumie Suzuki Japan                                                        | 1.66   | Lolita Lagrosas Philippines                                       | 1.56   |
| Saut en longueur  | Hiroko Yamashita Japan                                       | 6.02   | Esther Shahamorov Israel                                                  | 5.94   | Keiko Tsuchida Japan                                              | 5.75   |
| Lancer du poids   | Paik Ok-Ja South Korea                                       | 14.57  | Satoe Matsusaki Japan                                                     | 14.07  | Yoko Saito Japan                                                  | 13.86  |
| Lancer du disque  | Teruko Yagishita Japan                                       | 47.70  | Yoko Saito Japan                                                          | 44.42  | Paik Ok-Ja South Korea                                            | 44.02  |
| Lancer du javelot | Nobuko Morita Japan                                          | 49.84  | Sakiko Hara Japan                                                         | 48.12  | Lee Bok-Soon South Korea                                          | 43.70  |
| Pentathlon        | Esther Shahamorov Israel                                     | 4530   | Lin Soon-Yi Republic of China                                             | 4382   | Lolita Lagrosas Philippines                                       | 4020   |